# Adrianus de Jong
Adrianus Egbert Willem "Arie" de Jong (Pelantungan, Java, Índies Orientals Neerlandeses, 21 de juny de 1882 - La Haia, 23 de desembre de 1966) va ser un oficial de l'exèrcit neerlandès i tirador neerlandès que va competir durant el primer terç del segle xx. Va prendre part en sis edicions dels Jocs Olímpics, cinc si no es tenen en compte els Jocs Intercalats, en les quals guanyà cinc medalles de bronze. Fou el primer esportista en prendre part en cinc Jocs Olímpics i no fou superat per cap altra esportista neerlandès fins al 1996, quan Eric Swinkels disputà els seus sisens Jocs.
De Jong dominava les tres armes i entre 1910 i 1928 guanyà 18 títols nacionals; 9 amb l'espasa, 6 amb el sabre i 3 amb el floret. El 1924 guanyà simultàniament el títol en les tres armes. Amb el sabre aconseguí els seus èxits internacionals més destacats, en guanyar els dos primers campionats del món, el 1922 i 1923, i quatre de les cinc medalles olímpiques.
El 1906, a Atenes i el 1908, a Londres, tingué un paper discret, amb vuit proves disputades, en què destaquen la cinquena posició d'espasa per equips el 1906 i de sabre per equips el 1908. El 1912, als Jocs d'Estocolm va disputar quatre proves i guanyà dues medalles de bronze: en espasa i sabre per equips, mentre en les altres dues proves quedà eliminat en sèries.
El 1920, un cop superada la Primera Guerra Mundial, disputà sis proves del programa d'esgrima als Jocs d'Anvers. Guanyà dues medalles de bronze: en la competició de sabre per equips i en la de sabre individual. En el floret per equips fou sisè i en espasa per equips setè, mentre en les altres dues proves quedà eliminat en sèries.
El 1924, a París, disputà cinc proves del programa d'esgrima, amb una nova medalla de bronze en la competició de sabre per equips i una cinquena posició en sabre individual com a millors resultats.
El 1928, a Amsterdam, disputà els seus sisens i darrers Jocs Olímpics. Va prendre part en quatre proves del programa d'esgrima, sense que aquesta vegada guanyés cap medalla.